# 義大利狗魚
義大利狗鱼（Esox cisalpinus），也称南方狗鱼（英語：southern pike），为輻鰭魚綱狗魚目狗鱼科狗鱼属中的一種。該物種分布於歐洲義大利北部及中部淡水流域，體長可達35公分。